# Poison Cake
Poison Cake è un singolo del cantautore bosniaco-croato Marko Bošnjak, pubblicato il 10 gennaio 2025.

## Descrizione
Poison Cake è stata scritta dallo stesso Bošnjak insieme a Ben Pyne, Emma Gale, Filip Majdak e Bas Wissink, quest'ultimo responsabile anche della produzione.
Ispirata a fiabe come Biancaneve ed Hänsel e Gretel, la canzone è descritta come una storia di vendetta e di difesa di se stessi; viene inoltre descritto come un brano di "emozioni vendicative, rabbia e desiderio di giustizia, raccontati attraverso una potente metafora di privazione di coloro che hanno abusato della loro posizione". Bošnjak, inoltre, ha dichiarato che il pezzo è qualcosa di completamente nuovo per il suo stile musicale. Durante un'intervista con la testata online dell'etichetta Aquarius Records, ha così descritto il brano:

## Promozione
Il brano EDM con sfumature dark pop, è stato registrato in inglese ed è stato inviato all'emittente radiotelevisiva croata HRT come proposta per il Dora, l'evento atto a selezionare il partecipante croato all'Eurovision Song Contest 2025 a Basilea, in Svizzera.
Il 5 dicembre 2024 Poison Cake è stato annunciato come uno dei ventiquattro concorrenti alla selezione nazionale; segnando la seconda partecipazione di Bošnjak, al concorso dopo l'edizione 2022. Il 28 febbraio 2025 il brano è riuscito a superare la fase delle semifinali, riuscendo in questo modo ad accedere alla finale due giorni più tardi. Alla finale dell'evento Poison Cake è risultato quello col maggior numero di voti ricevuti dalla giuria croata ed internazionale, nonché la quarta proposta preferita dal pubblico da casa, venendo così incoronato vincitore e rappresentante croato sul palco eurovisivo a Basilea.

## Accoglienza
Poison Cake è stato accolto con recensioni miste da parte della critica specializzata.
Josip Bošnjak della testata online croata Index.hr ha commentato che la canzone «cerca di fare troppo, e niente di tutto ciò riesce»; ha inoltre scritto: «Immaginate di copiare Bohemian Rhapsody, sollevandone la struttura, ma inserendovi all'interno melodie e testi poco ispirati». D'altro canto, sempre per la medesima testata, la cantante serba Milica Pavlović ha elogiato il brano e la sua esecuzione durante il Dora, soffermandosi inoltre sul «modo in cui esso passa attraverso molteplici sfaccettature».

## Video musicale
Il video, diretto da Rose Art in collaborazione con Sergio Cinghiale, è stato reso disponibile il 21 febbraio 2025 attraverso il canale YouTube dell'etichetta Aquarius.

## Tracce
Testi e musiche di Bas Wissink, Ben Pyne, Emma Gale, Filip Majdak e Marko Bošnjak.
1. Poison Cake – 2:58